# Opisthoncus barbipalpis
Opisthoncus barbipalpis là một loài nhện trong họ Salticidae.
Loài này thuộc chi Opisthoncus. Opisthoncus barbipalpis được Eugen von Keyserling miêu tả năm 1882.